# Yanghee Lee
Pour les articles homonymes, voir Lee.
Yanghee Lee, ou Lee Yanghee (en coréen : 이양희), est une psychologue sud-coréenne, née le 24 juillet 1956 à Séoul.
Spécialiste de la psychologie du développement et professeure à l'université Sungkyunkwan,, elle est surtout connue pour son implication en faveur des droits humains, notamment au sein de l'ONU.

## Biographie
Elle a fait ses études aux États-Unis, où elle est diplômée de l'université de Georgetown et de l'université du Missouri à Columbia.
Entre 2007 et 2011, elle a occupé le poste de directrice du Comité des droits de l'enfant de l'ONU, dont elle a été membre entre 2003 et 2013.
En 2014, elle a été rapporteure spéciale des Nations unies pour la question des droits humains en Birmanie. À cette occasion, en janvier 2015, elle est publiquement insultée par le moine bouddhiste nationaliste Ashin Wirathu,,,,.
Elle a publié de nombreux articles et ouvrages sur les droits des enfants, la maltraitance sur mineur et les troubles du développement. De 2009 à 2011, elle participe à l'édition de trois numéros spéciaux de la publication Child Abuse and Neglect: the International Journal. Elle a également créé le Centre international des droits de l'enfant.

## Distinctions
- Femme de l'année en Corée en 2007[1]
- Prix de la famille Sungkyun en 2007[1]
- Ordre du Mérite civil (en) (médaille Suk Ryu) en 2009[1]
- Prix des droits humains (en) (attribué par la Commission nationale des droits humains de Corée (en)) en 2009
- Prix Hyo Ryung en 2011[1]